# 丹麦国旗
丹麦国旗，又音譯作丹尼布洛（丹麥語：Dannebrog），意思為「丹麥人的旗」或「紅色的旗」。丹麥的國旗是現今使用的國旗中最古老的，自西元1219年使用至今。
自14世纪以来，丹麦君主就开始使用一面绘有白底红十字的旗帜。一个对丹麦国家史学影响深远的起源传说将这面旗帜的引入与1219年的林达尼斯战役联系在一起。
细长的北欧十字架代表代表基督教，反映了它在 18 世纪被用作航海旗帜。这面旗帜在16世纪初开始作为国旗流行起来。1834年，私人使用国旗被宣布为非法，但在1854年的一项规定中再次被允许。这面旗帜保持着吉尼斯世界纪录，即自1625年以来一直是世界上使用时间最长的国旗。
丹麥國旗對北欧国家的北歐十字国旗设计起了重大影响。其他采取类似国旗设计的国家就包括了瑞典、挪威、芬兰、冰岛和法罗群岛，以及不列颠群岛设得兰群岛和奥克尼群岛。

## 設計
| 顏色標準     | 紅          | 白          |
| ------------ | ----------- | ----------- |
| 彩通         | 186C        |             |
| 網頁顏色標準 | #C8102E     | #FFFFFF     |
| RGB          | 200-016-046 | 255-255-255 |

### 顏色
丹麥相關法規定義國旗中的紅色為「丹麥紅」（Dannebrog rød），但法規並沒有定義色彩標準。一家丹麥公司丹麥標準（Dansk Standard），標準號359（2005）定義丹麥紅為彩通186c。

## 其他使用

王室旗 比例: 56:107
卡爾馬聯合
丹麥-挪威